# Florence, Alabama
Florence är en stad i Lauderdale County i Alabama i USA. Florence är administrativ huvudort i Lauderdale County. 
Florence ligger i den nordvästliga delen av delstaten vid Tennesseefloden omkring 25 km söder om gränsen till Tennessee och omkring 320 km nordväst om huvudstaden Montgomery.
I staden finns Rosenbaum House som är ritat av Frank Lloyd Wright.

## Kända personer
- Ronnie Flippo, politiker
- W.C. Handy, bluesens fader

## Fotogalleri

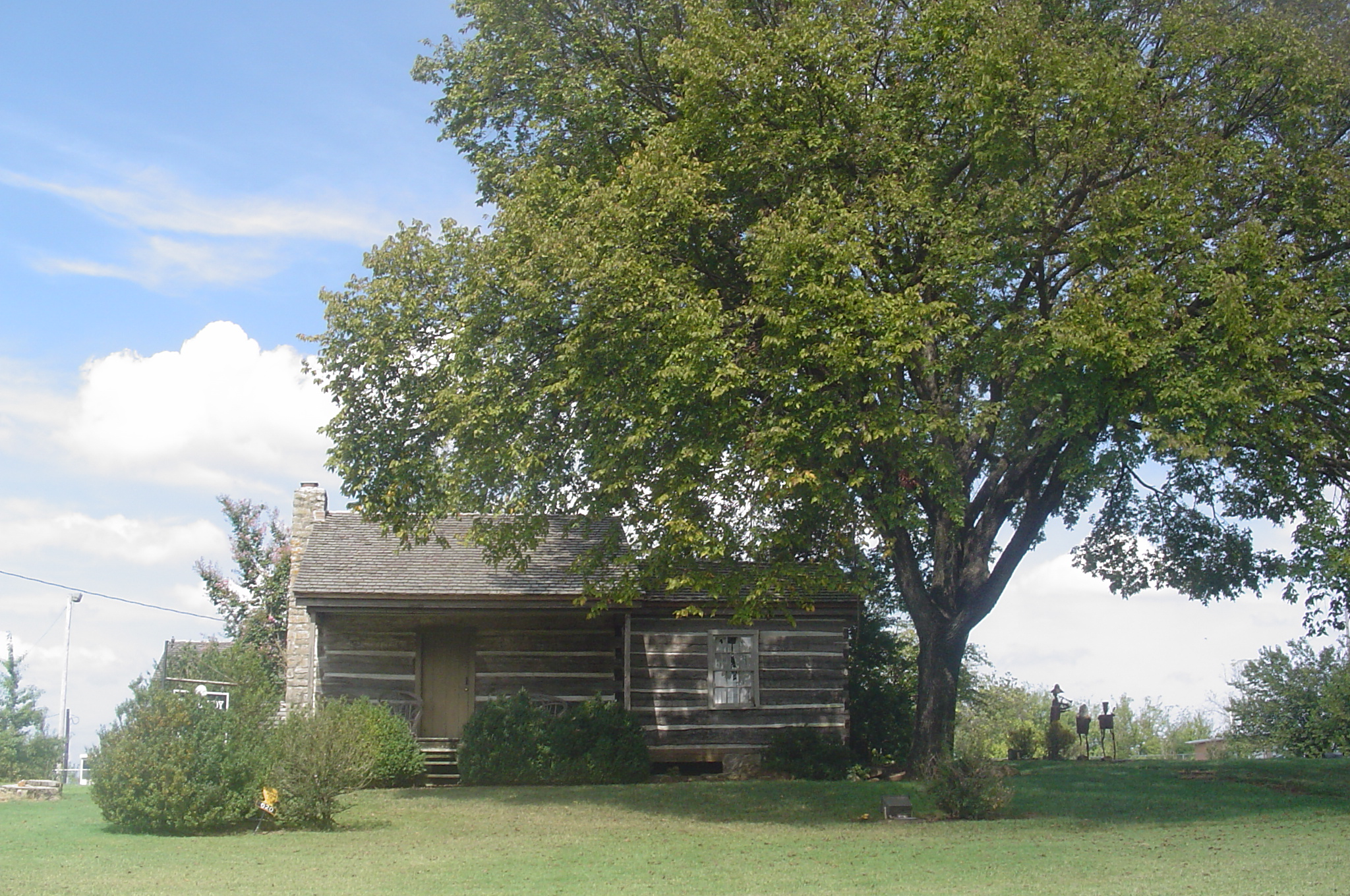
W.C. Handys hus
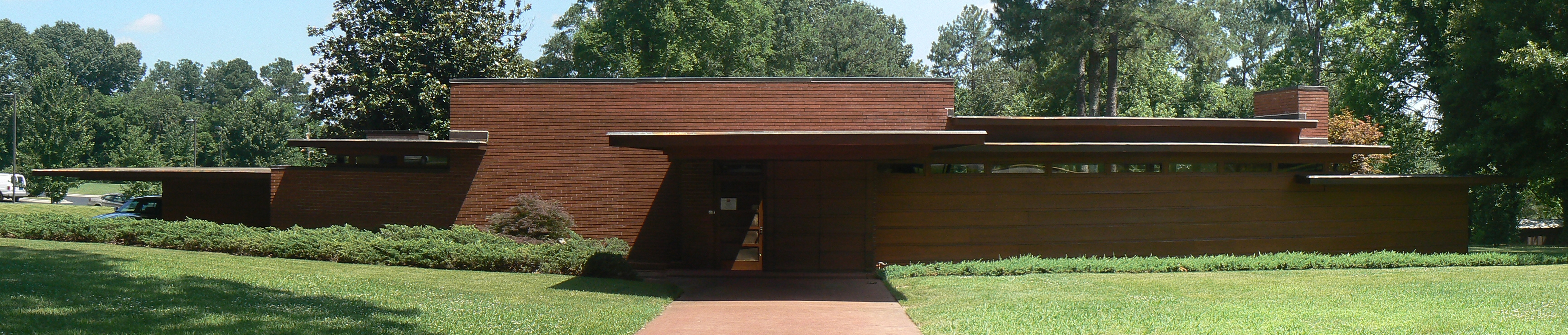
Rosenbaum House